# El Tossal (Castellar del Riu)
El Tossal és una muntanya de la Vall de Lord de 1.552 metres que es troba entre els municipis de Castellar del Riu al Berguedà i Guixers al Solsonès.